# Lijst van beelden in Amersfoort-midden
De lijst van beelden in Amersfoort-midden is onderdeel van een serie van lijsten van beelden in Nederlandse gemeente Amersfoort.
Dit deel bevat de beelden in de wijken en buurten Zonnehof, De Koppel, Eemkwartier, De Kruiskamp, Liendert, Rustenburg, Soesterkwartier, De Isselt, Randenbroek, Schuilenburg en Stoutenburg Noord.
Onder een beeld wordt hier verstaan elk driedimensionaal kunstwerk in de openbare ruimte, waarbij beeld wordt gebruikt als verzamelbegrip voor sculpturen, standbeelden, installaties, gedenktekens en overige beeldhouwwerken.
Voor een volledig overzicht van de beschikbare afbeeldingen zie de categorie Beelden in Amersfoort-midden op Wikimedia Commons.
| Geplaatst                                                  | Omschrijving | Kunstenaar                                                                 | Locatie | Materiaal             | Afbeelding                                           |
| ---------------------------------------------------------- | --- | -------------------------------------------------------------------------- | --- | --------------------- | ---------------------------------------------------- |
| begin 16de eeuw?                                           | twee schildhoudende leeuwen met de wapens van de families Van Dam en Van Isselt                                              |                                                                            | Isseltseweg (toegangspoort Kapelboerderij Isselt) | steen                 |                                                      |
| 1940                                                       | gevelsteen wederopbouw | onbekend                                                                   | Hooglandseweg-Noord 138 | steen                 |                                                      |
| 1948                                                       | oorlogsmonument 1940-1945 NS Wagenwerkplaats                                                                                 | H.J. Winkelman (tekenaar) en Hermanus Gerardus Jacob Schelling (architect) | Soesterweg (op het terrein van de NS Wagenwerkplaats, bij de ingang) | steen en koper        |                                                      |
| 1952                                                       | Moeder en kind | Maarten Mooij                                                              | De Dreef (tussen Plataanweg en Enk) | steen                 |                                                      |
| 1952                                                       | Peinzende vrouw | Maarten Mooij                                                              | Isseltseveld | natuursteen           |                                                      |
| 1955                                                       | pyloon met het wapen van de gemeente Amersfoort                                                                              | onbekend                                                                   | Eembrug (Brabantsestraat/Kwekersweg) | steen                 |                                                      |
| 1956                                                       | mozaïek van de aartsengel Michael voor met twee kinderen                                                                     | Abram Stokhof de Jong                                                      | Van Galenstraat (op de muur van de SintMichaëlschool) | steen                 |                                                      |
| 1956                                                       | Harmonicaspeler | Gooitzen de Jong                                                           | Asch van Wijckstraat, van | brons                 |                                                      |
| 1957                                                       | Duikelend Jongetje | Maarten Mooij                                                              | Van Galenstraat (voor de Vlindervallei) | steen                 |                                                      |
| 1957                                                       | gevelsteen "Eendrachtig - Doelmatig - Volhardend"                                                                            | onbekend                                                                   | Brabantsestraat (op een loods van de voormalige Erdal fabriek) | steen                 |                                                      |
| 1958                                                       | God verschijnt aan Mozes in een brandend braambos (mozaïek)                                                                  | Eugen Keller                                                               | Liendertseweg (op de voorgevel van de Heilige Kruiskerk) | steen                 |                                                      |
| 1958                                                       | relïef van Mercurius | Romualda Bogaerts-van Stolk (samen met Pieter Bogaerts)                    | Stadsring (tunnelwand) | steen                 |                                                      |
| 1958                                                       | relïef | onbekend (Romualda Bogaerts-van Stolk?)                                    | Stadsring (tunnelwand) | steen                 |                                                      |
| ± 1958                                                     | onbekend (PK's?) | Jan Boon                                                                   | Kwekersweg (verwijderd) |                       |                                                      |
| 1959                                                       | Suzanne | Gooitzen de Jong                                                           | De Dreef (bij de vijver - voorheen op de Zonnehof) | brons                 |                                                      |
| 1959                                                       | relïef Vuurspuwende draak | Gerard Hordijk                                                             | Amsterdamseweg (op een schakelstation van Eneco) | steen                 |                                                      |
| 1961                                                       | Sint Bonifacius (reliëf) | Pieter Bogaerts en Romualda Bogaerts                                       | Columbusweg, hoek Van Randwijcklaan (op een appartementencomplex) | steen                 |                                                      |
| 1962                                                       | Leven en Welzijn | Pieter Starreveld                                                          | Utrechtseweg (op de luifel boven de ingang van het voormalige Levob kantoor, nu Servicebureau Gemeenten Gewest Eemland)                                                        |                       |                                                      |
| 1962                                                       | De Grote Vier | Carel Visser                                                               | Zonnehof (voor het Rietveldpaviljoen) |                       |                                                      |
| 1962                                                       | onbekend (reliëf) | Romualda Bogaerts                                                          | Randwijcklaan, van (op achterzijde van de Hervormde Adventkerk) | steen                 |                                                      |
| 1962                                                       | | onbekend                                                                   | Amsterdamseweg 55 | steen                 |                                                      |
| ca. 1963                                                   | gevelsculptuur |                                                                            | Euterpeplein (op de gevel van de Opstandingskerk) (niet meer aanwezig) |                       |                                                      |
| 1964                                                       | Ruth de plantende vrouw | Jorien Rooijmans-de Kruyff van Dorssen                                     | Randwijcklaan | brons                 |                                                      |
| 1965                                                       | Staande Vrouw | Sjoukje Wiegersma                                                          | Ringweg Koppel (niet meer aanwezig) | brons                 |                                                      |
| 1965                                                       | Bosnimf | Sjoukje Wiegersma                                                          | Neptunusplein (rosarium), Kruiskamp (niet meer aanwezig) | brons                 |                                                      |
| 1965                                                       | Moeder en kind | Ruth Brouwer                                                               | Neptunusplein (rosarium), Kruiskamp (niet meer aanwezig) | brons                 |                                                      |
| 1965                                                       | Staand kind | Ruth Brouwer                                                               | Neptunusplein (rosarium), Kruiskamp (niet meer aanwezig) | brons                 |                                                      |
| 1965                                                       | De Pelikaan | Henk Geel                                                                  | Kleine Koppel (bij de ingang van het hoofdkantoor van de voormalige Erdal fabriek, nu Prodent fabriek)                                                                         | brons                 |                                                      |
| 1965                                                       | De Ontmoeting | Jan Spiering                                                               | Euterpeplein | natuursteen           |                                                      |
| 1965 ?                                                     | Jongensfiguur | onbekend                                                                   | Neptunusplein (rosarium), Kruiskamp (niet meer aanwezig) | brons                 |                                                      |
| 1966                                                       | Zonnewijzer / Ruiter te paard                                                                                                | Aart van den IJssel                                                        | Park Randenbroek (voor het landhuis) | brons                 |                                                      |
| 1967                                                       | Twee handen omvatten een vogel                                                                                               | Gooitzen de Jong                                                           | Ringweg Kruiskamp (bij de Dr. M. van der Hoeveschool) (niet meer aanwezig) |                       |                                                      |
| 1967                                                       | gedenkteken voor Dirk Davelaar                                                                                               | Architectenbureau M.J.A. van Geel                                          | hoek Spechtstraat-Lageweg | smeedijzer            |                                                      |
| 1968                                                       | Kangoeroe | Jan Spiering                                                               | Van Randwijcklaan, hoek Wiekslag (in het parkje tussen de Gruttostraat en de Van Randwijcklaan - voorheen stond dit beeld aan de Lijsterstraat)                                | brons                 |                                                      |
| 1968                                                       | Zonnespiegel | Wout Maters                                                                | Heiligenbergerweg (in de tuin tussen behandel en verpleegafdeling Meander Medisch Centrum locatie Elisabeth) (niet meer aanwezig)                                              | brons                 |                                                      |
| 1969                                                       | Prometheus | Gerard van der Leeden                                                      | Amsterdamseweg (niet meer aanwezig) | brons                 |                                                      |
| 1971                                                       | De Botenman | Jorien Rooijmans-de Kruyff van Dorssen                                     | Zonnehof (op het parkeerterrein van GGD Eemland) |                       |                                                      |
| 1973                                                       | De Boogschutter | Jan van Luijn                                                              | Boogschuttersplein | brons                 |                                                      |
| 1975                                                       | Twee Paarden | Felix van der Linden                                                       | Park Randenbroek (in de rozentuin) (stond voorheen in de Openbare Bibliotheek aan het Zonnehof)                                                                                | brons                 |                                                      |
| 1980                                                       | Oorlogsmonument | Wim Crouwel (ontwerper)                                                    | Van Randwijcklaan (voor de Burgemeester Molendijkflat in Rustenburg) |                       |                                                      |
| 1984                                                       | zonder titel | Wout Maters                                                                | Ringweg Koppel (bij de Hogeschool Midden Nederland) | beton                 |                                                      |
| 1984                                                       | Opzij | Maja van Hall                                                              | Zonnehof (voor de bibliotheek) | steen                 |                                                      |
| 1985 ?                                                     | Varga | Peter Rolf                                                                 | Valleikanaal (achter ROC Midden Nederland locatie Zangvogelweg 140) |                       |                                                      |
| 1986                                                       | Twee dansende vrouwen | Ineke van Dijk                                                             | Stadsring (bij de ingang van het gebouw van de Raad van de Arbeid - later Sociale Verzekeringsbank - op de hoek van de Stadsring en de Heiligenbergerweg) (niet meer aanwezig) | brons                 |                                                      |
| 1989                                                       | De Behoedende Non | Gene Holt                                                                  | Randenbroek (Meander Medisch Centrum locatie Elisabeth) (niet meer aanwezig)                                                                                                   | staal                 |                                                      |
| 1991                                                       | zonder titel (mogelijk Eos)                                                                                                  | David van de Kop                                                           | Park Randenbroek (in de rozentuin) | keramiek              |                                                      |
| 1993                                                       | De Viking | Calle Örnemark                                                             | Randwijcklaan, van / Zangvogelweg | hout                  |                                                      |
| 1993                                                       | Correctie I | Joseph Semah                                                               | Zonnehof (naast het Rietveld paviljoen) | ijzer, beton en brons |                                                      |
| 1995                                                       | Verlangen | Jolanda Meulendijks                                                        | Stadsring (op het dak van/voor het UWV kantoor) |                       |                                                      |
| 1998                                                       | Spoorbank | Kees Verwey                                                                | Asch van Wijkstraat, van | staal, hout           |                                                      |
| 1999                                                       | Ziekenfondsbode | Frank Rosen                                                                | Van Asch van Wijcklaan (niet meer aanwezig) |                       |                                                      |
| 2000                                                       | Is het waar - Waar is het | Marc Ruygrok                                                               | Valleikanaal, ter hoogte van de Ringweg Kruiskamp en de Ringweg Koppel |                       |                                                      |
| 2002                                                       | Tunnel of Love | André Groothuizen                                                          | Oude Lageweg (tunnel onder de hoofdrijbaan van de A28) |                       |                                                      |
| 2003                                                       | Onomatopee | Nicolas Dings                                                              | Park Randenbroek (in de rozentuin) | beton, terrazzo       |                                                      |
| 2003                                                       | De geboorte van een vogel | Marijke Ravenswaaij-Deege                                                  | Schuilenburgerplein |                       |                                                      |
| 2004                                                       | Vis in boom | Emile van der Kruk                                                         | in een boom aan de Rossinistraat |                       |                                                      |
| 2004                                                       | De Sassiaan | Marianne Houtkamp                                                          | Kleine koppel | brons                 |                                                      |
| 2004                                                       | Maak recht wat krom is | onbekend                                                                   | Brouwerstunnel |                       |                                                      |
| 2005                                                       | Liberkei | Theo van Delft                                                             | op de hoek van de Evertsenstraat en de Banckerstraat |                       |                                                      |
| 2006                                                       | Sprankelplek | Jos Spanbroek                                                              | Meridiaan in De Koppel |                       |                                                      |
| 2007                                                       | Verpopping | Thijs Trompert                                                             | Grote Koppel |                       |                                                      |
| 2007                                                       | plaquette van Jacob van Campen                                                                                               | onbekend                                                                   | Park Randenbroek (op de muur van Huis Randenbroek) |                       |                                                      |
| 2007                                                       | De Stier | Thijs Trompert                                                             | rotonde Kamp - Van Randwijcklaan - Scheltussingel - Flierbeeksingel (niet meer aanwezig)                                                                                       | hout                  |                                                      |
| 2007                                                       | De wisselwachterhond | Emile van der Kruk                                                         | Piet Mondriaanplein (Voor het NS Simulatorcentrum) |                       | Sculptuur 'De wisselwachter' van Emile van der Kruk. |
| 2008                                                       | De Standvogels | Margarethe Broers                                                          | Spoorstraat/Korte Bergstraat (in totaal 8 vogelsculpturen) |                       |                                                      |
| 2008                                                       | De Dahliatuin | Lino Hellings                                                              | Piet Mondriaanplein (fietsenstalling Centraal Station) | glas                  |                                                      |
| 2008                                                       | Een Social Sofa | Maugosia Sycz (mozaïek)                                                    | Vasco da Gamastraat/Magelhaenstraat (op een grasveld tussen 2 flats en deze straten)                                                                                           |                       |                                                      |
| 2008                                                       | Danseres | Annemarie Waanders                                                         | kruising Chirurgijnsgilde/De Leerbrief | betonstraatstenen     |                                                      |
| 2009                                                       | Golf | Michiel Jansen                                                             | Trekvogelweg (in de vijver op de hoek met de Van Randwijcklaan) (niet meer aanwezig)                                                                                           | hout                  |                                                      |
| 2009                                                       | zonder titel (stapelbeelden)                                                                                                 | Knikov (Philip Knipscheer and Bob Kovel)                                   | Neptunusplein | beton                 |                                                      |
| 2009                                                       | Hartenbankjes | Knikov (Philip Knipscheer and Bob Kovel)                                   | Neptunusplein |                       |                                                      |
| 2009                                                       | Amersfoort 750 jaar stad | onbekend                                                                   | Eemlaan |                       |                                                      |
| 2009 / 2023                                                | Witte Postduif De houten duif is spoorloos verdwenen. In 2023 vervangen door een stalen duif van kunstenaar Arie Terschegget | De Koppelgasten / Arie Terschegget                                         | Eemhaven / Kleine Koppel, brug Het Sasje | hout/staal            |                                                      |
| 2009                                                       | Stationschef | Truus Wilders-IJlst                                                        | Noordewierweg (voor woonzorgcentrum Puntenburg) | brons                 |                                                      |
| 2009                                                       | granieten spelletjestafels Gezelligheid                                                                                      | Theo van der Hoeven                                                        | Van Galenstraat (in het park bij basisschool De Vlindervallei) | graniet               |                                                      |
| 2009 ?                                                     | granieten spelletjestafels                                                                                                   | Theo van der Hoeven                                                        | Schimmelpenninckkade (bij basisschool De Tafelronde locatie Sint Joris) | graniet               |                                                      |
| 2009 ?                                                     | granieten spelletjestafel | Theo van der Hoeven                                                        | Zuiderkruis (bij basisschool De Vlindervallei locatie Zuiderkruis) | graniet               |                                                      |
| 2009 ?                                                     | granieten tafel | Theo van der Hoeven                                                        | Vasco da Gamastraat | graniet               |                                                      |
| 2010                                                       | Horseweide | Theo van der Hoeven                                                        | Horseweide in Kruiskamp |                       |                                                      |
| 2010                                                       | taarten en vogels op het dak van Bibliotheek Kruiskamp                                                                       | Theo van der Hoeven                                                        | Neptunusplein (bij voormalig Bibliotheek Kruiskamp) (niet meer aanwezig) |                       |                                                      |
| 2010                                                       | Voor-lees-vertel-plek | Theo van der Hoeven en Inez de Heer Kloots                                 | Neptunusplein (bij voormalig Bibliotheek Kruiskamp) (niet meer aanwezig) | graniet               |                                                      |
| 2010                                                       | Mare Liberum (Het schip van Neptunus)                                                                                        | Theo van der Hoeven                                                        | Neptunusplein (bij het winkelcentrum) |                       |                                                      |
| 2010                                                       | kroonluchter | Kathrin Schlegel                                                           | Grote Spui (onder de spoorbrug over de Eem) |                       |                                                      |
| 2011                                                       | mozaïeken |                                                                            | Ariaweg (in de muur van basisschool 't Spectrum) |                       |                                                      |
| 2011                                                       | MoNUment | Krijnie Beyen                                                              | Zangvogelweg (bij de buurtboerderij in Liendert naast praktijkschool Baander)                                                                                                  |                       |                                                      |
| 2011 (oorspronkelijk 2009)                                 | Sofie en de Draken | Jan Hinfelaar                                                              | Liendertseweg (bij de ingang van het waterwingebied) | staal                 |                                                      |
| 2011 (herplaatsing in staal van een houten beeld uit 2007) | De Stier | Thijs Trompert                                                             | rotonde Kamp - Van Randwijcklaan - Scheltussingel - Flierbeeksingel | staal                 |                                                      |
| 2011                                                       | | Frans van de Kolk                                                          | Havikshorst |                       |                                                      |
| 2011                                                       | onbekend | Theo van der Hoeven                                                        | Blanckertstraat (in de vijver bij de Vlindervallei) |                       |                                                      |
| 2011                                                       | Hoorn des Overvloeds | Theo van der Hoeven                                                        | Lemairestraat (op het trafohuisje op de hoek met de Abel Tasmanstraat) |                       |                                                      |
| 2011                                                       | Noch einmal In 2018 verplaatst naar Amsterdam-Oost, Polderweg.                                                               | Henk Visch                                                                 | Smallepad (voor Kunsthal KAdE) (tijdelijke plaatsing in verband met een expositie van 28 januari tot en met 6 mei 2012)                                                        | gepatineerd brons     |                                                      |
| 2012                                                       | | Frans van de Kolk                                                          | Valkenhorst |                       |                                                      |
| 2012                                                       | Een mens is meer | Thonik (uitvoering Bert Fest)                                              | Hoek Snouckaertlaan en Stationsstraat |                       |                                                      |
| 2014                                                       | Rupsenboom | Frank Driessen                                                             | Park Randenbroek | hout                  |                                                      |
| 2014                                                       | Giraf in the park | Emile van der Kruk                                                         | Park Randenbroek | hout                  |                                                      |
| 2014                                                       | Vogelvrouw | Thijs Trompert en Marisja Smit                                             | Park Randenbroek | hout                  |                                                      |
| 2014                                                       | Bronmonument Luiaard-Kattekampen                                                                                             | Frank van Westendorp                                                       | Zwaanstraat (in de Heiligenbergerbeek) |                       |                                                      |
| 2016                                                       | Alles wat ik zie is van mij                                                                                                  | Peter Stel                                                                 | Eemplein |                       |                                                      |
| 2016                                                       | Jeugd, Vrede, Bescherming, Levenskracht                                                                                      | Pieter Starreveld                                                          | Park Randenbroek (rozentuin) |                       |                                                      |
| 2016                                                       | Baadster | Pieter Starreveld                                                          | Park Randenbroek (rozentuin) (stond aanvankelijk aan de Bisschopsweg) |                       |                                                      |
| 2016                                                       | mozaïek |                                                                            | Kwekersweg (gebaseerd op het oorspronkelijke kunstwerk van Jan Boon op dezelfde locatie)                                                                                       |                       |                                                      |
| 2020                                                       | Johan van Oldenbarnevelt | Ingrid Mol                                                                 | Park Randenbroek (rozentuin) (oorspronkelijke plaatsing aan de Zuidsingel in 2010)                                                                                             | keramiek              |                                                      |
| 2020                                                       | Piëta | Linda Verkaaik                                                             | Stadsring |                       |                                                      |
|                                                            | Consoles | onbekend                                                                   | Hendrik van Viandenstraat (aan de gevels van meerdere huizen) |                       |                                                      |
|                                                            | Ketel | onbekend                                                                   | Koedijk 24 |                       |                                                      |
|                                                            | beeld van de Gekruisigde Christus                                                                                            | onbekend                                                                   | in de kapel op de Rooms katholieke begraafplaats Onze Lieve Vrouwe kerkhof aan de Utrechtseweg                                                                                 |                       |                                                      |
|                                                            | beeld van Sint Elisabeth van Hongarije                                                                                       | onbekend                                                                   | voorgevel van het Sint Elisabeth Verpleeg- en Gasthuis aan de Sinte Brandaenstraat                                                                                             |                       |                                                      |
|                                                            | heiligenbeeld | onbekend                                                                   | gevel van het voormalige zusterhuis aan de Matthias Withoosstraat |                       |                                                      |
|                                                            | inscriptie rondom een oude waterpomp                                                                                         | onbekend                                                                   | Grote Koppel |                       |                                                      |
|                                                            | |                                                                            | Zangvogelweg (op het plein voor praktijkschool Baander) |                       |                                                      |
|                                                            | Adelaar | onbekend                                                                   | Nijverheidsweg (niet meer aanwezig) |                       |                                                      |
|                                                            | onbekend | onbekend                                                                   | Evertsenstraat (op de schoorsteen van een voormalig schoolgebouw) |                       |                                                      |
|                                                            | reliëfs |                                                                            | Blekerssingel (op gebouw Swaensborgh) |                       |                                                      |
|                                                            | reliëfs | onbekend                                                                   | Blekerssingel (op gebouw Reigersborgh) |                       |                                                      |
|                                                            | houten boom op liftschacht                                                                                                   |                                                                            | Piet Mondriaanplein (in het Centraal Station) | hout                  |                                                      |
|                                                            | Sculptuur Naakte Vrouw |                                                                            | Oliemolenhof (achter Hogeschool Utrecht) | Staal                 |                                                      |